# Euclidesis sueralis
Euclidesis sueralis är en fjärilsart som beskrevs av Achille Guenée 1854. Euclidesis sueralis ingår i släktet Euclidesis och familjen nattflyn. Inga underarter finns listade i Catalogue of Life.